# Xe
Bài này nói về một phương tiện vận tải người hoặc hàng hóa có bánh xe. Với các nghĩa khác xem xe (định hướng)

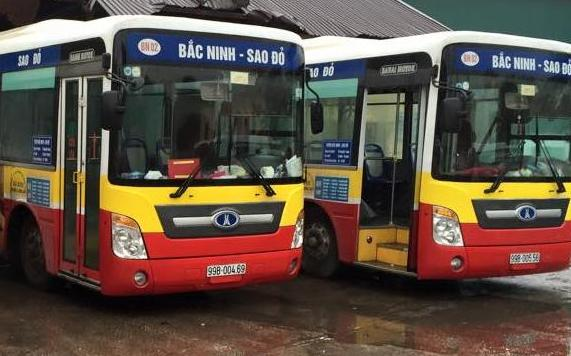
Xe buýt ở Việt Nam

Xe (còn gọi chung là xe cộ, tiếng Hán-Việt gọi là Xa (車) như trong từ "xa lộ") là phương tiện giao thông và vận chuyển bằng đường bộ. Xe thường có bánh để di động và có thể được đẩy hay kéo bởi một động cơ, súc vật, hay người.
Một vài loại xe có khả năng gây tai nạn cho người tham gia giao thông đặc biệt là ba loại xe: Xe tải, xe buýt và xe ô tô (xe hơi và taxi nói chung). Ngoài ra, các loại xe này còn có thể gây ra ô nhiễm môi trường nặng.
Trong tiếng Việt, từ xe chỉ nói về loại phương tiện có bánh xe và đi trên cạn, trên mặt đất, còn từ phương tiện giao thông dùng để chỉ chung hơn, có thể chỉ đến các loại tàu biển, máy bay, tàu hỏa,...

## Xe phổ biến nhất
Có hơn 1 tỷ chiếc xe đạp được sử dụng trên toàn thế giới. Năm 2002 ước tính có khoảng 590 triệu xe hơi và 205 triệu xe máy phục vụ trên thế giới. Ít nhất 500 triệu người Trung Quốc đi xe đạp các công ty sản xuất xe có động cơ nổi tiếng là Honda Cub 50, 78,...  đã qua 60 triệu xe vào năm 2008. Các mẫu xe nhất sản xuất là Toyota Corolla, với ít nhất 35 triệu xe đã sản xuất vào năm 2010.

## Các loại xe
| - Xe bò: xe do bò kéo, dùng để chuyên chở người hay nông sản. - Xe trâu: xe do trâu kéo, có sức mạnh hơn xe bò và thường được dùng để chở hàng hóa hay cày ruộng. - Xe ngựa - Xe thổ mộ - Xe lôi: loại xe giống xe xích lô nhưng người chở thì ngồi phía trước, đạp xe kéo đi. - Xe buýt - Xe cứu thương - Xe đạp - Xe đò - Xe gắn máy - Xe lửa - Xe tang - Xe tăng | - Tắc xi - Xích lô - Xe lội nước - Xe quét đường: loại xe có khả năng quét dọn đường, thay cho người quét rác. - Xe cứu hoả - Xe cảnh sát: xe đặc chủng của cảnh sát. - Xe chở xăng dầu: xe chở một thùng to phía sau chứa nhiên liệu để cung cấp cho các trạm xăng dầu. - Xe tải tàu hỏa - Xe tải - Xe moóc kéo - Xe hơi - Xe đạp điện - Xe đạp có động cơ |

## Thư viện ảnh

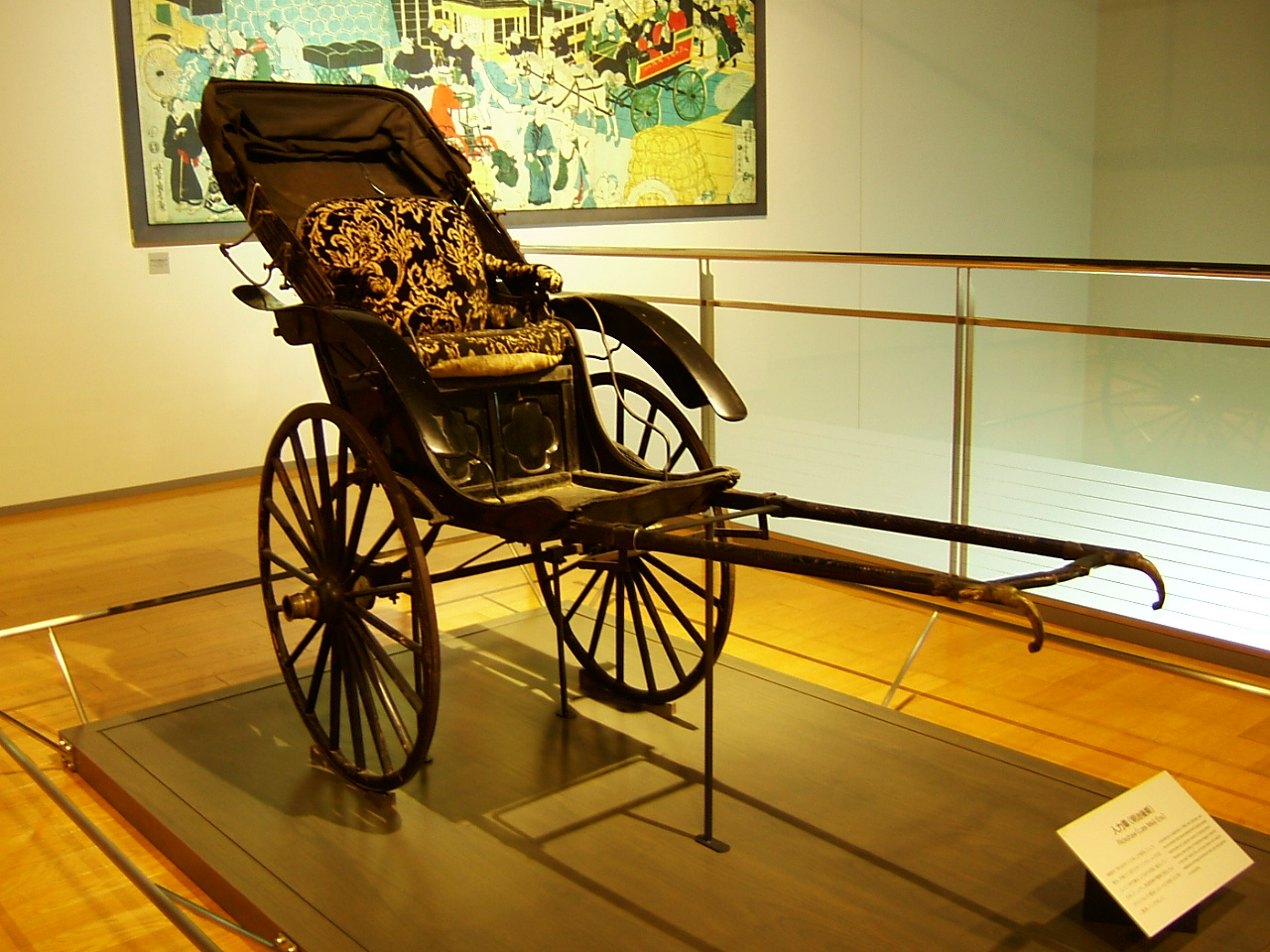
Xe tay
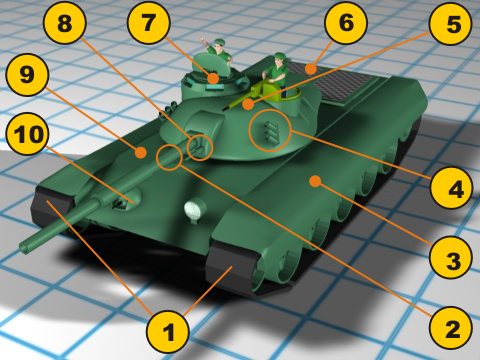
Xe tăng
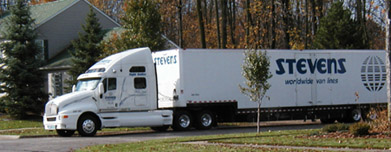
Một chiếc xe tải công tơ nơ
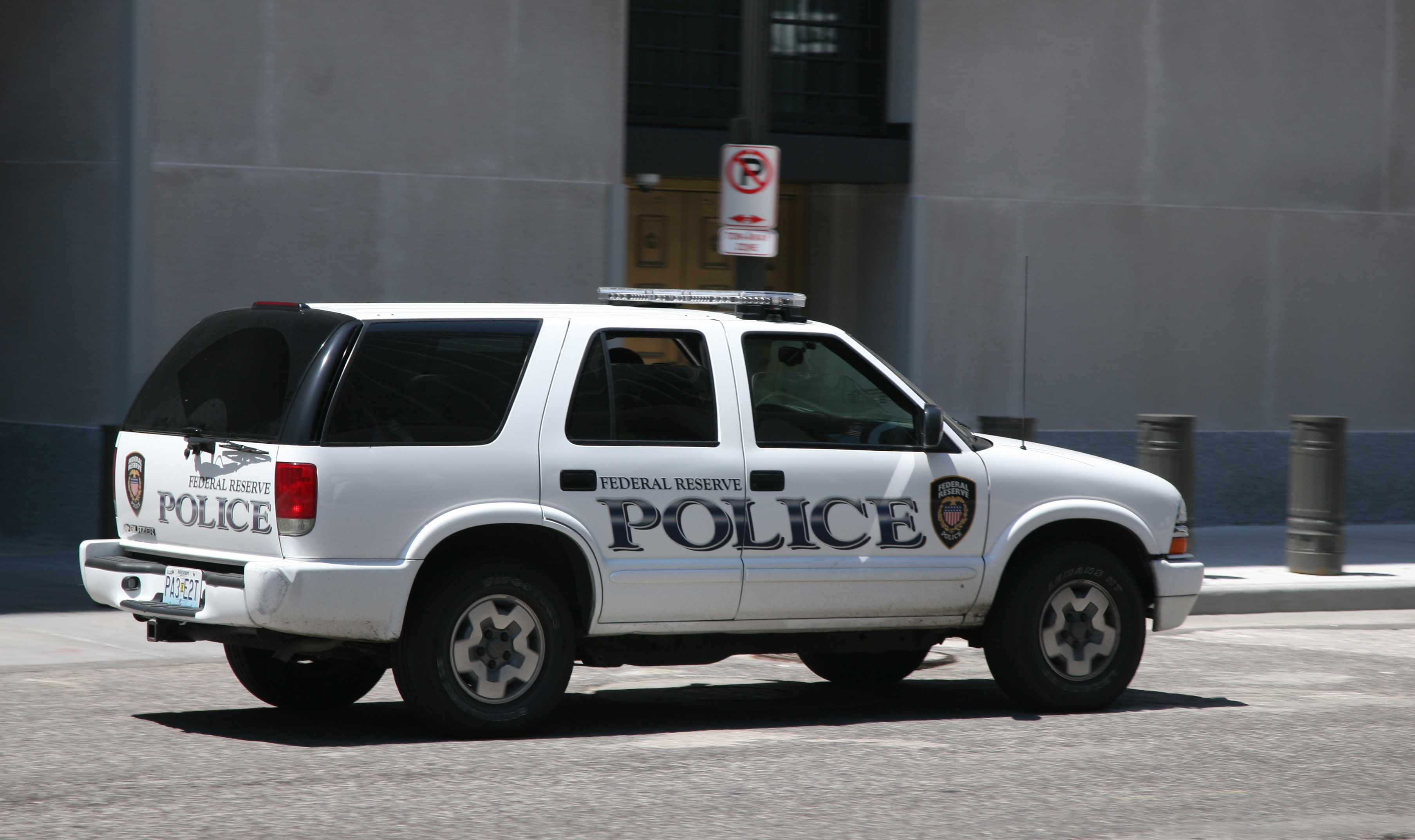
Một chiếc xe cảnh sát
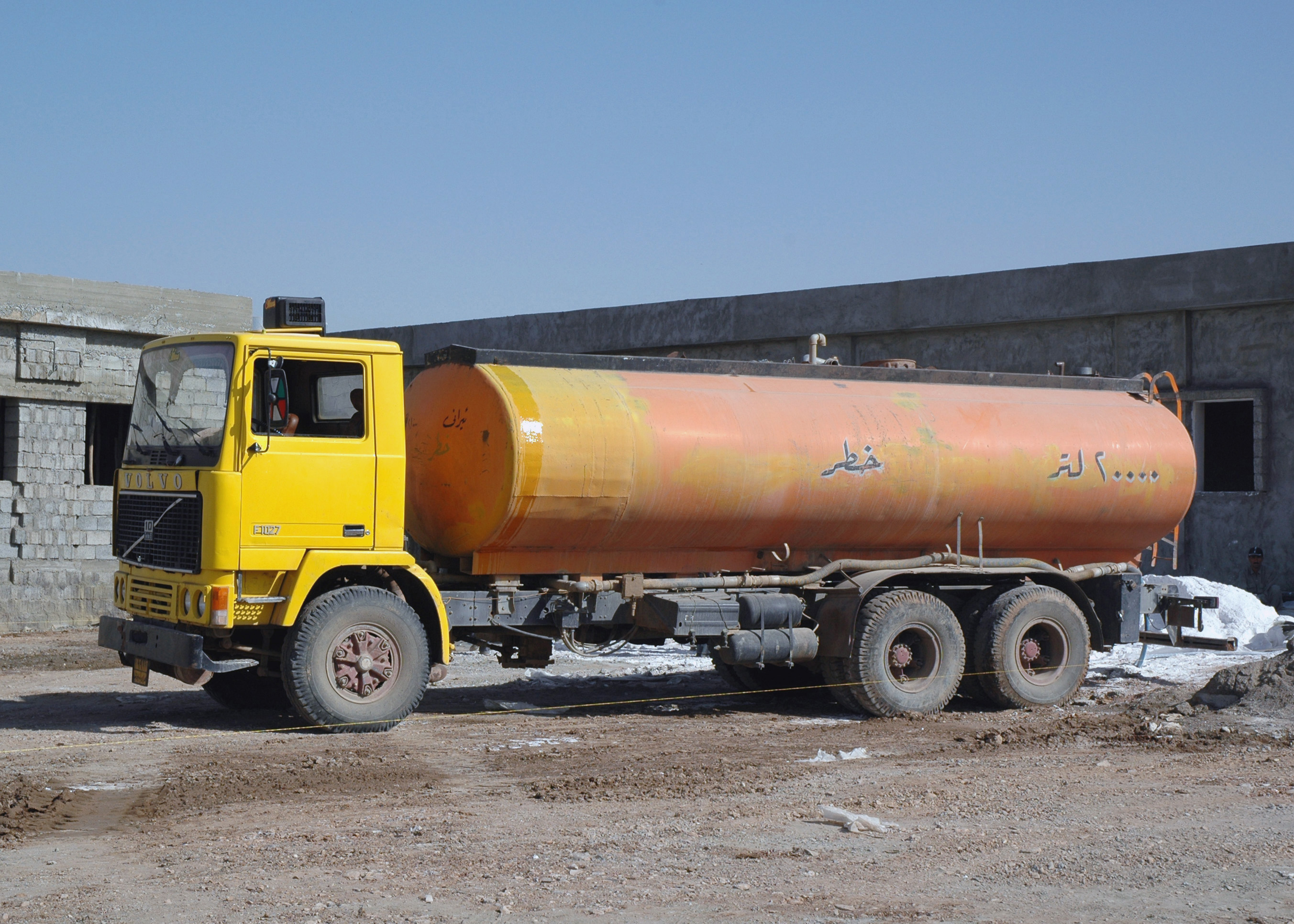
Một chiếc xe bồn
Một chiếc xe đạp
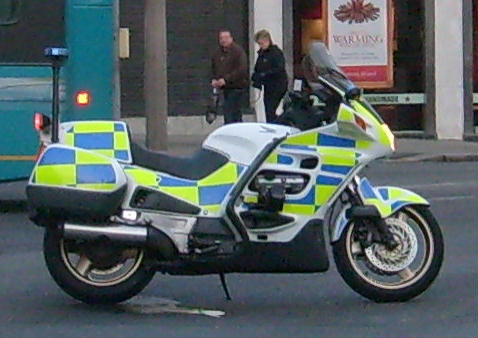
Một chiếc xe mô tô phân khối lớn
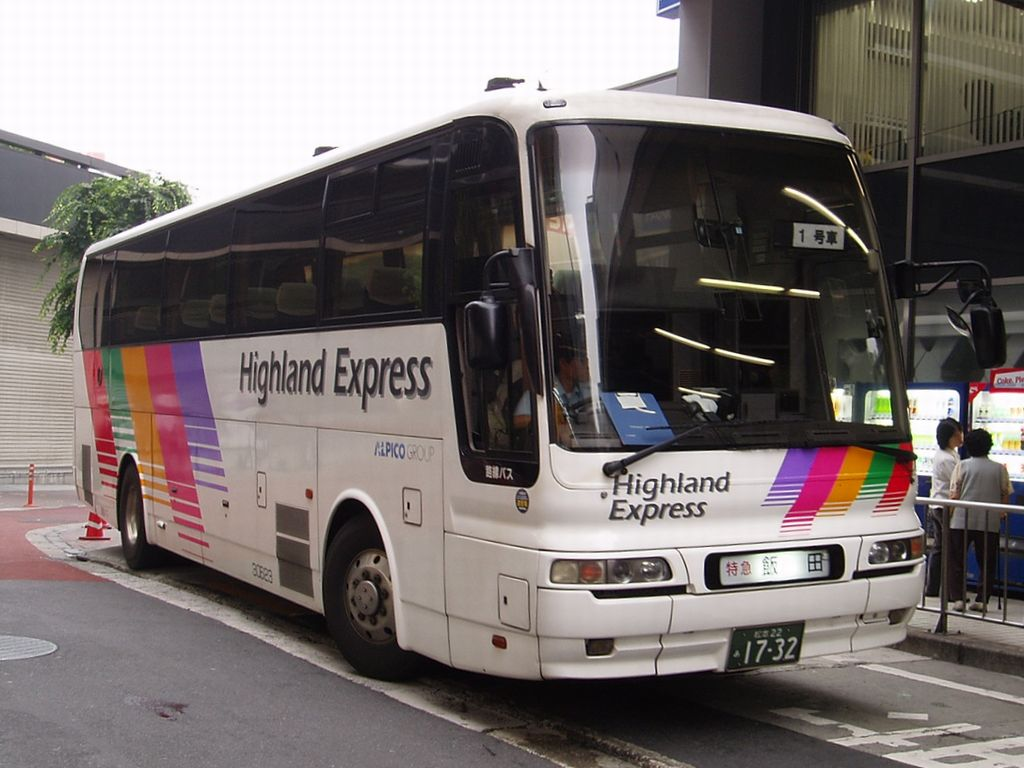
Một chiếc xe buýt
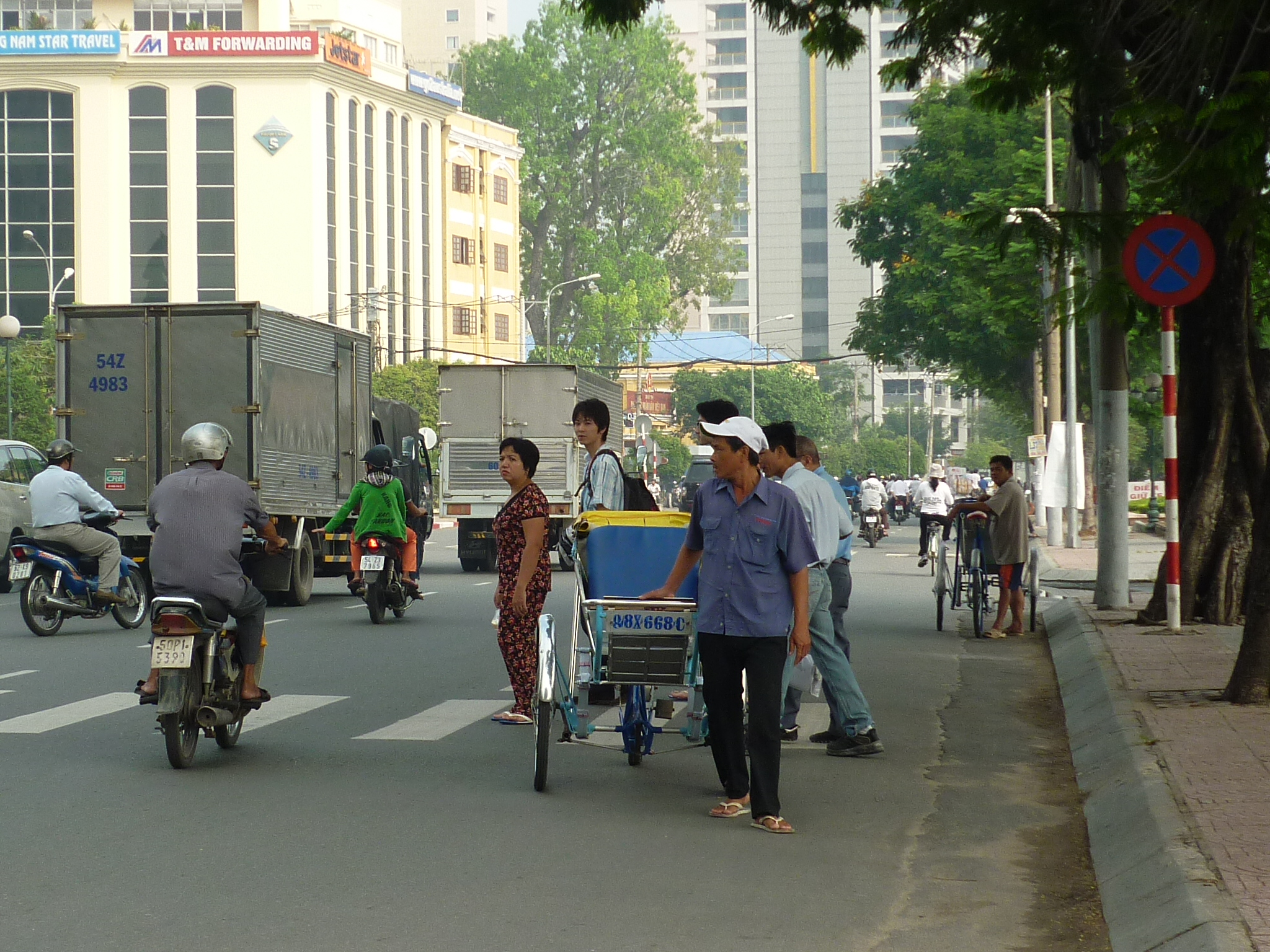
Một chiếc xe xích lô
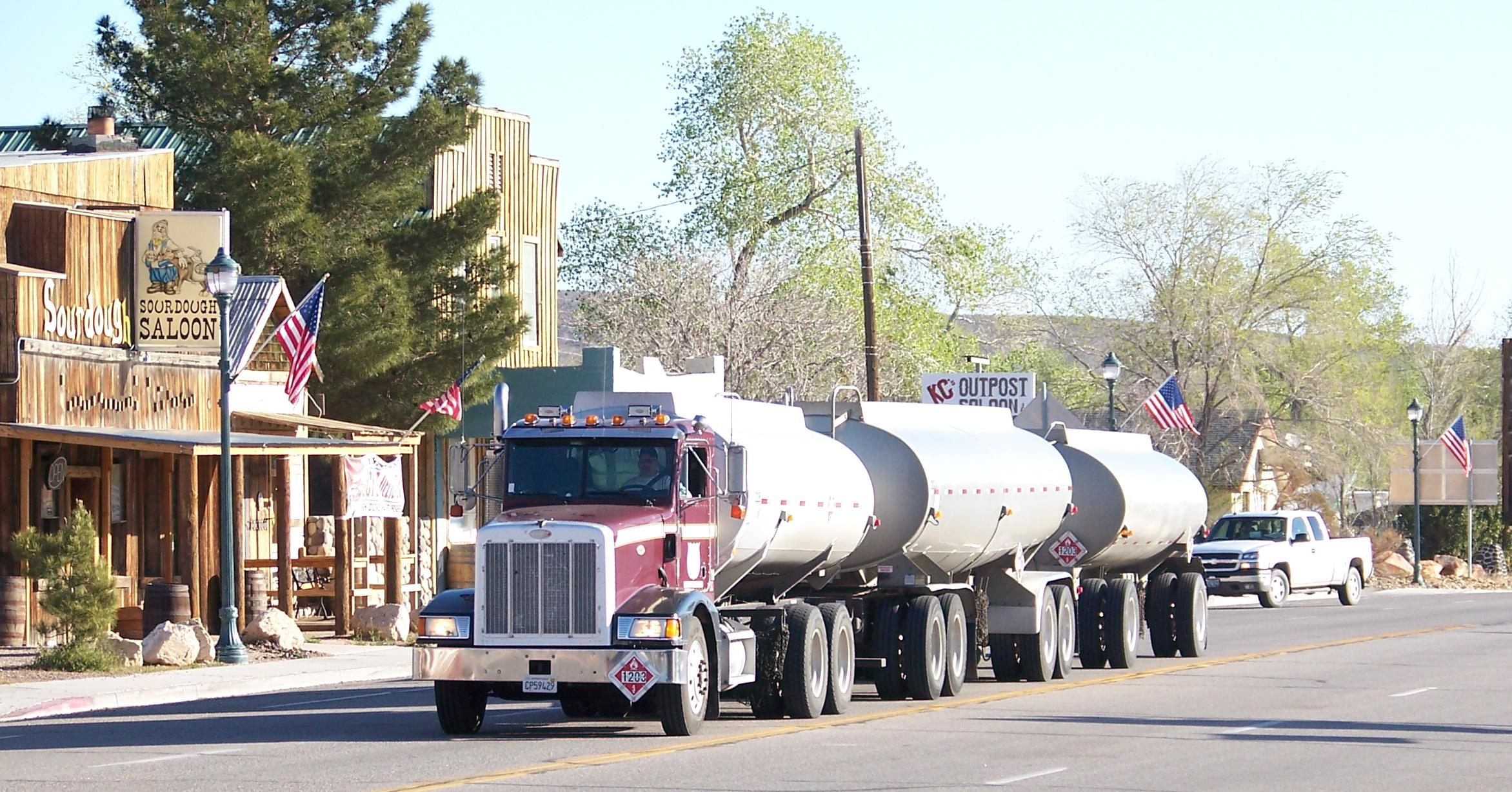
Một chiếc xe bồn tàu hỏa